# Screen Actors Guild Award de la meilleure distribution pour une série télévisée dramatique
Le Screen Actors Guild Award de la meilleure distribution pour une série télévisée dramatique (Screen Actors Guild Award for Outstanding Performance by an Ensemble in a Drama Series) est le prix remis chaque année depuis 1995 par la Screen Actors Guild.

## Palmarès

### Années 1990
- 1995 : New York Police Blues (NYPD Blue)
  - La Vie à tout prix (Chicago Hope)
  - Urgences (ER)
  - New York, police judiciaire (Law & Order)
  - Un drôle de shérif (Picket Fences)

- 1996 : Urgences (ER)
  - La Vie à tout prix (Chicago Hope)
  - New York Police Blues (NYPD Blue)
  - New York, police judiciaire (Law & Order)
  - Un drôle de shérif (Picket Fences)

- 1997 : Urgences (ER)
  - La Vie à tout prix (Chicago Hope)
  - New York Police Blues (NYPD Blue)
  - New York, police judiciaire (Law & Order)
  - X-Files : Aux frontières du réel (The X-Files)

- 1998 : Urgences (ER)
  - La Vie à tout prix (Chicago Hope)
  - New York Police Blues (NYPD Blue)
  - New York, police judiciaire (Law & Order)
  - X-Files : Aux frontières du réel (The X-Files)

- 1999 : Urgences (ER)
  - New York Police Blues (NYPD Blue)
  - New York, police judiciaire (Law & Order)
  - The Practice : Bobby Donnell et Associés (The Practice)
  - X-Files : Aux frontières du réel (The X-Files)

### Années 2000
- 2000 : Les Soprano (The Sopranos)
  - Urgences (ER)
  - New York Police Blues (NYPD Blue
  - New York, police judiciaire (Law & Order)
  - The Practice : Bobby Donnell et Associés (The Practice)

- 2001 : À la Maison-Blanche (The West Wing)
  - Urgences (ER)
  - New York, police judiciaire (Law & Order)
  - The Practice : Bobby Donnell et Associés (The Practice)
  - Les Soprano (The Sopranos)

- 2002 : À la Maison-Blanche (The West Wing)
  - Les Experts (CSI: Crime Scene Investigation)
  - New York, police judiciaire (Law & Order)
  - Six Feet Under (Six Feet Under)
  - Les Soprano (The Sopranos)

- 2003 : Six Feet Under (Six Feet Under)
  - 24 heures chrono (24)
  - Les Experts (CSI: Crime Scene Investigation)
  - Les Soprano (The Sopranos)
  - À la Maison-Blanche (The West Wing)

- 2004 : Six Feet Under (Six Feet Under)
  - Les Experts (CSI: Crime Scene Investigation)
  - New York, police judiciaire (Law & Order)
  - À la Maison-Blanche (The West Wing)
  - FBI : Portés disparus (Without a Trace)

- 2005 : Les Experts (CSI: Crime Scene Investigation)
  - Six Feet Under (Six Feet Under)
  - Les Soprano (The Sopranos)
  - 24 heures chrono (24)
  - À la Maison-Blanche (The West Wing)

- 2006 : Lost : Les Disparus (Lost)
  - The Closer : L.A. enquêtes prioritaires (The Closer)
  - Grey's Anatomy
  - Six Feet Under (Six Feet Under)
  - À la Maison-Blanche (The West Wing)

- 2007 : Grey's Anatomy
  - Boston Justice (Boston Legal)
  - Deadwood
  - Les Soprano (The Sopranos)
  - 24 heures chrono (24)

- 2008 : Les Soprano (The Sopranos)
  - Boston Justice (Boston Legal)
  - The Closer : L.A. enquêtes prioritaires (The Closer)
  - Grey's Anatomy
  - Mad Men

- 2009 : Mad Men
  - Boston Justice (Boston Legal)
  - The Closer : L.A. enquêtes prioritaires (The Closer)
  - Dexter
  - Dr House (House)

### Années 2010
- 2010 : Mad Men
  - The Closer : L.A. enquêtes prioritaires (The Closer)
  - Dexter
  - The Good Wife
  - True Blood

- 2011 : Boardwalk Empire
  - The Closer : L.A. enquêtes prioritaires (The Closer)
  - Dexter
  - The Good Wife
  - Mad Men

- 2012 : Boardwalk Empire
  - Breaking Bad
  - Dexter
  - Game of Thrones
  - The Good Wife

- 2013 : Downton Abbey
  - Boardwalk Empire
  - Breaking Bad
  - Homeland
  - Mad Men

- 2014 : Breaking Bad
  - Boardwalk Empire
  - Downton Abbey
  - Game of Thrones
  - Homeland

- 2015 : Downton Abbey
  - Boardwalk Empire
  - Game of Thrones
  - Homeland
  - House of Cards
- 2016 : Downton Abbey
  - Game of Thrones
  - Homeland
  - House of Cards
  - Mad Men
- 2017 : Stranger Things
  - The Crown
  - Downton Abbey
  - Game of Thrones
  - Westworld
- 2018 : This Is Us
  - The Crown
  - Game of Thrones
  - The Handmaid's Tale : La Servante écarlate (The Handmaid's Tale)
  - Stranger Things
- 2019 : This Is Us
  - The Americans
  - Better Call Saul
  - The Handmaid's Tale : La Servante écarlate (The Handmaid's Tale)
  - Ozark

### Années 2020
- 2020 : The Crown
  - Big Little Lies
  - Game of Thrones
  - The Handmaid's Tale : La Servante écarlate (The Handmaid's Tale)
  - Stranger Things

- 2021 : The Crown
  - Better Call Saul
  - La Chronique des Bridgerton
  - Lovecraft Country

- 2022 : Succession
  - The Handmaid's Tale : La Servante écarlate
  - The Morning Show
  - Squid Game
  - Yellowstone

- 2023 : The White Lotus: Sicily – F. Murray Abraham, Paolo Camilli, Jennifer Coolidge, Adam DiMarco, Meghann Fahy, Federico Ferrante, Bruno Gouery, Beatrice Grannò, Jon Gries, Tom Hollander, Sabrina Impacciatore, Michael Imperioli, Theo James, Aubrey Plaza, Haley Lu Richardson, Eleonora Romandini, Federico Scribani, Will Sharpe, Simona Tabasco, Leo Woodall, Francesco Zecca
  - Better Call Saul – Jonathan Banks, Ed Begley Jr., Tony Dalton, Giancarlo Esposito, Patrick Fabian, Bob Odenkirk, Rhea Seehorn
  - The Crown – Elizabeth Debicki, Claudia Harrison, Andrew Havill, Lesley Manville, Jonny Lee Miller, Flora Montgomery, James Murray, Jonathan Pryce, Ed Sayer, Imelda Staunton, Marcia Warren, Dominic West, Olivia Williams
  - Ozark – Jason Bateman, Nelson Bonilla, Jessica Frances Dukes, Lisa Emery, Skylar Gaertner, Julia Garner, Alfonso Herrera, Sofia Hublitz, Kevin L. Johnson, Katrina Lenk, Laura Linney, Adam Rothenberg, Felix Solls, Charlie Tahan, Richard Thomas, Damian Young
  - Severance – Patricia Arquette, Michael Chernus, Zach Cherry, Michael Cumpsty, Dichen Lachman, Britt Lower, Adam Scott, Tramell Tillman, Jen Tullock, John Turturro, Christopher Walken

- 2024 : Succession – Nicholas Braun, Juliana Canfield, Brian Cox, Kieran Culkin, Dagmara Domińczyk, Peter Friedman, Justine Lupe, Matthew Macfadyen, Arian Moayed, Scott Nicholson, David Rasche, Alan Ruck, Alexander Skarsgård, J. Smith-Cameron, Sarah Snook, Fisher Stevens, Jeremy Strong et Zoë Winters
  - The Crown – Khalid Abdalla, Sebastian Blunt, Bertie Carvel, Salim Daw, Elizabeth Debicki, Luther Ford, Claudia Harrison, Lesley Manville, Ed McVey, James Murray, Jonathan Pryce, Imelda Staunton, Marcia Warren, Dominic West et Olivia Williams
  - The Gilded Age – Ben Ahlers, Ashlie Atkinson, Christine Baranski, Denée Benton, Nicole Brydon Bloom, Michael Cerveris, Carrie Coon, Kelley Curran, Taissa Farmiga, David Furr, Jack Gilpin, Ward Horton, Louisa Jacobson, Simon Jones, Sullivan Jones, Celia Keenan-Bolger, Nathan Lane, Matilda Lawler, Robert Sean Leonard, Audra McDonald, Debra Monk, Donna Murphy, Kristine Nielsen, Cynthia Nixon, Kelli O'Hara, Patrick Page, Harry Richardson, Taylor Richardson, Blake Ritson, Jeremy Shamos, Douglas Sills, Morgan Spector, John Douglas Thompson et Erin Wilhelmi
  - The Last of Us – Pedro Pascal et Bella Ramsey
  - The Morning Show – Jennifer Aniston, Nicole Beharie, Shari Belafonte, Nestor Carbonell, Billy Crudup, Mark Duplass, Jon Hamm, Theo Iyer, Hannah Leder, Greta Lee, Julianna Margulies, Tig Notaro, Karen Pittman et Reese Witherspoon

- 2025 : Shōgun (FX) – Shinnosuke Abe, Tadanobu Asano, Tommy Bastow, Takehiro Hira, Moeka Hoshi, Hiromoto Ida, Cosmo Jarvis, Hiroto Kanai, Yuki Kura, Takeshi Kurokawa, Fumi Nikaido, Tokuma Nishioka, Hiroyuki Sanada, and Anna Sawai
  - La Chronique des Bridgerton (Bridgerton) - Geraldine Alexander, Victor Alli, Adjoa Andoh, Julie Andrews, Lorraine Ashbourne, Simone Ashley, Jonathan Bailey, Joe Barnes, Joanna Bobin, James Bryan, Harriet Cains, Bessie Carter, Genevieve Chenneour, Dominic Coleman, Nicola Coughlan, Kitty Devlin, Hannah Dodd, Daniel Francis, Ruth Gemmell, Rosa Hesmondhalgh, Sesley Hope, Florence Hunt, Martins Imhangbe, Molly Jackson-Shaw, Claudia Jessie, Lorn Macdonald, Jessica Madsen, Emma Naomi, Hannah New, Luke Newton, Caleb Obediah, James Phoon, Vineeta Rishi, Golda Rosheuvel, Hugh Sachs, Banita Sandhu, Luke Thompson, Will Tilston, Polly Walker, Anna Wilson-Jones, Sophie Woolley
  - The Day of the Jackal (Peacock) – Khalid Abdalla, Jon Arias, Nick Blood, Úrsula Corberó, Charles Dance, Ben Hall, Chukwudi Iwuji, Patrick Kennedy, Puchi Lagarde, Lashana Lynch, Eleanor Matsuura, Jonjo O'Neill (en), Eddie Redmayne, Sule Rimi, and Lia Williams
  - La Diplomate (The Diplomat) (Netflix) – Ali Ahn, Sandy Amon-Schwartz, Tim Delap, Penny Downie, Ato Essandoh, David Gyasi, Celia Imrie, Rory Kinnear, Pearl Mackie, Nana Mensah, Graham Miller, Keri Russell, Rufus Sewell, Adam Silver, and Kenichiro Thomson
  - Slow Horses (Apple TV+) – Ruth Bradley, Tom Brooke, James Callis, Christopher Chung, Aimee-Ffion Edwards, Rosalind Eleazar, Sean Gilder, Kadiff Kirwan, Jack Lowden, Gary Oldman, Jonathan Pryce, Saskia Reeves, Joanna Scanlan, Kristin Scott Thomas, Hugo Weaving, Naomi Wirthner, and Tom Wozniczka

## Statistiques

### Nominations multiples
9 : New York, police judiciaire
7 : Les Soprano, Urgences
6 : À la Maison-Blanche, Game of Thrones, Mad Men, New York Police Blues
5 : Boardwalk Empire, The Closer : L.A. enquêtes prioritaires, Six Feet Under
4 : Dexter, Downton Abbey, Les Experts, Homeland, La Vie à tout prix
3 : 24 heures chrono, Boston Justice, Breaking Bad, The Good Wife, Grey's Anatomy, Homeland, The Practice : Bobby Donnell et Associés, X-Files : Aux frontières du réel
2 : The Crown, The Handmaid's Tale : La Servante écarlate, House of Cards, Stranger Things, This Is Us, Un drôle de shérif

### Récompenses multiples
4 : Urgences
3 : Downton Abbey
2 : À la Maison-Blanche, Boardwalk Empire, Mad Men, Six Feet Under, Les Soprano, This Is Us

## Faits marquants
- La série Boston Justice est alternativement considérée comme une série comique (2006) et comme une série dramatique (2007, 2008, 2009).